# Acmenychus caucasicus
Acmenychus caucasicus is een keversoort uit de familie bladkevers (Chrysomelidae). De wetenschappelijke naam van de soort werd in 1878 gepubliceerd door Lucas Friedrich Julius Dominikus von Heyden.